# Бейкер, Крис
Кристофер «Крис» Бейкер (англ. Christopher «Chris» Baker; род. 2 февраля 1991, Норвич, Великобритания) — британский легкоатлет, специализирующийся в прыжке в высоту. Бронзовый призёр чемпионата Европы 2016 года. Чемпион Великобритании. Участник летних Олимпийских игр 2016 года.

## Биография
Пришёл в лёгкую атлетику вслед за своим братом, с которым они начинали тренироваться у своего отца. Изначально пробовал свои силы в нескольких дисциплинах, выступал на юношеских соревнованиях в многоборье. Однако в итоге принял решение остановиться на прыжке в высоту, где у него получалось лучше всего.
В 2013 году представлял Великобританию на молодёжном чемпионате Европы, где занял седьмое место с результатом 2,22 м.
Впервые в карьере стал призёром чемпионата страны в 2014 году, когда финишировал вторым как на зимнем, так и на летнем первенстве. На Играх Содружества в Глазго остановился в шаге от призового места, став четвёртым.
В феврале 2016 года стремительно ворвался в элиту мировых прыжков в высоту. На традиционных соревнованиях в чешском Густопече он взял высоту 2,36 м, что было на 8 сантиметров выше его личного рекорда. До этого ему ни разу не удавалось показать результат 2,30 м. Этот прыжок стал вторым в истории Великобритании, всего сантиметр уступая национальному рекорду.
На чемпионате мира в помещении 2016 года стал восьмым с попыткой на 2,29 м. В летнем сезоне повторил этот результат на чемпионате Европы, но теперь он принёс ему бронзовую медаль.
Участвовал в Олимпийских играх в Рио-де-Жанейро, но не смог вмешаться в борьбу за медали, закончив борьбу по итогам квалификации.

## Основные результаты
| Год  | Турнир                          | Место проведения         | Место        | Результат |
| ---- | ------------------------------- | ------------------------ | ------------ | --------- |
| 2013 | Чемпионат Европы среди молодёжи | Тампере, Финляндия       | 7-е          | 2,21 м    |
| 2014 | Командный чемпионат Европы      | Брауншвейг, Германия     | 5-е          | 2,19 м    |
| 2014 | Игры Содружества                | Глазго, Великобритания   | 4-е          | 2,25 м    |
| 2014 | Чемпионат Европы                | Цюрих, Швейцария         | 11-е         | 2,21 м    |
| 2016 | Чемпионат мира в помещении      | Портленд, США            | 8-е          | 2,29 м    |
| 2016 | Чемпионат Европы                | Амстердам, Нидерланды    | 3-е          | 2,29 м    |
| 2016 | Олимпийские игры                | Рио-де-Жанейро, Бразилия | 16-е (квал.) | 2,26 м    |